# Niedrigschwelligkeit
Niedrigschwelligkeit oder Niederschwelligkeit bezeichnet die Eigenschaft eines Dienstes oder Angebots, das von den Nutzern nur geringen Aufwand zu seiner Inanspruchnahme erfordert. Die gegenteilige Eigenschaft wird als Hochschwelligkeit bezeichnet. Niedrig- und Hochschwelligkeit können sich dabei auf verschiedenen Ebenen äußern, z. B. darin, dass von den Anwendern nur geringes beziehungsweise viel Vorwissen verlangt wird oder diese wenig oder viel Aufwand betreiben müssen, um ein Angebot wahrzunehmen. Die Bezeichnung eines Angebots als niedrigschwellig beziehungsweise hochschwellig wird sowohl im Bereich der Sozialen Arbeit als auch bei der Entwicklung von demokratischen Partizipationsprozessen häufiger verwendet. Üblicherweise wird dabei Niedrigschwelligkeit als die erstrebenswerte Eigenschaft angesehen. Die Begriffe werden seit Mitte der 1980er-Jahre gebraucht.

## Soziale Arbeit
Im Bereich der Sozialen Arbeit wird mit Niedrigschwelligkeit eine Vielzahl von räumlichen und sozialen Aspekten abgedeckt. Ob und wann ein Angebot als niedrigschwellig gelten kann, hängt immer auch von der Situation, vom Blickwinkel des Betroffenen und dem des Professionellen (z. B. Sozialarbeiters, Sozialpädagogen etc.) ab. Niedrigschwellige Einrichtungen sollen die Menschen erreichen, die hochschwellige Angebote aus unterschiedlichsten Gründen nicht nutzen wollen oder können. Sie vermitteln häufig (auf Wunsch des Klienten) an konventionelle Angebote und geben andersherum aus diesen heraus auch Rückzugsmöglichkeiten.
Beispiele für die Niedrigschwelligkeit eines Sozialen Dienstes können sein:
- Eine Einrichtung sollte räumlich gut erreichbar sein, also zentral liegen und z. B. behindertengerecht.
- Die Öffnungszeiten einer Einrichtung sollten an den zeitlichen Möglichkeiten der Nutzenden ausgerichtet sein.
- Ein Angebot sollte sich an den tatsächlichen Nutzungsbedürfnissen der Zielgruppe orientieren.
- Ein Dienst sollte in einer Form angeboten werden, der es Menschen ermöglicht, diesen ohne soziale Ausgrenzung und Schamgefühle wahrnehmen zu können.

### Beispiel
Beispiele für niedrigschwellige Soziale Dienste sind beispielsweise:
- Die Bahnhofsmissionen als weithin bekannter, zentraler Anlaufpunkt für Hilfsbedürftige.
- Mobile Beratungsangebote (bspw. Streetworker), die die Klienten aktiv aufsuchen.
- Die Telefonseelsorge, die eine anonyme und nicht-öffentliche Beratung ermöglicht.
- Familienklassen im Bereich von Schule und Elternarbeit
- Babyklappen zum Schutz von Neugeborenen und zur Ermöglichung der Anonymität der Eltern

## Politische Partizipation
In der politischen Partizipation, also der Einbeziehung von Menschen in die Gestaltung des Gemeinwesens, spielt Niedrigschwelligkeit eine wichtige Rolle zur Sicherstellung eines möglichst breiten Teilnehmerkreises an einem Beteiligungsangebot. Niedrigschwellige Verfahren können regelmäßig deutlich mehr Menschen zur demokratischen Teilhabe bewegen, wodurch der Niedrigschwelligkeit eine wichtige Bedeutung für die Sicherstellung der demokratischen Legitimation eines Verfahrens zukommt. Hochschwellige Angebote führen hingegen oftmals dazu, dass vor allem Personen die ohnehin bereits sehr stark mit einer Angelegenheit befasst sind (Mandatsträger, hauptamtlich Tätige, besonders stark betroffene Personen) sich einbringen. Niedrigschwellige Beteiligungsangebote führen somit oftmals zu einer Erweiterung der Perspektive auf eine Angelegenheit, während hochschwellige Angebote eher die schon bekannten Sichtweisen in den Vordergrund rücken.
Beispiele für die Niedrigschwelligkeit eines Partizipationsangebots können sein:
- Eine Vor-Ort-Veranstaltung (bspw. Bürgerversammlung) ist zentral erreichbar und behindertengerecht.
- Eine Vor-Ort-Veranstaltung findet zu Zeiten statt, an denen möglichst breite Teile der Zielgruppe tatsächlich teilnehmen können.
- Ein Online-Partizipationsangebot ist übersichtlich gestaltet und ermöglicht bspw. eine Teilhabe ohne vorherige Registrierung oder Prüfung der Person.
- Das Informationsangebot zu einem Partizipationsverfahren ist in allgemeinverständlicher Sprache gehalten und zugänglich aufbereitet.